# Tamigalesus munnaricus
Tamigalesus munnaricus là một loài nhện trong họ Salticidae.
Loài này thuộc chi Tamigalesus. Tamigalesus munnaricus được Marek Żabka miêu tả năm 1988.